# Arnoltický potok
Arnoltický potok je vodní tok tekoucí na severu České republiky, ve Frýdlantském výběžku Libereckého kraje. Pramení v mokřadech na jihozápadním úbočí vrchu Humrich (513 m n. m.) odkud teče západním směrem k vrcholu Řasný (433 m n. m.), který obtéká ze severní strany. Severovýchodně od vrcholu se na potoce nachází Arnoltický vodopád. Následně potok teče západním směrem, přičemž stále prochází lesy. Podchází silnici III/2913 spojující Krásný Les s Bulovkou, stáčí se k severozápadu a směřuje k Arnolticím. Do nich vstupuje na jejich jihovýchodním okraji u domu čp. 131. Ve vesnici se z východní strany přiblíží k silnici I/13 a podél ní teče severním směrem až ke křižovatce této komunikace se silnicí III/2914. Tuto komunikaci třetí třídy Arnoltický potok podchází a severně od ní se levostranně vlévá do Bulovského potoka.